# Heidi Weigelt
Heidi Pfanne-Weigelt (* 2. Januar 1945 in Blumroda, Deutsches Reich) ist eine deutsche Schauspielerin, Synchronsprecherin und Moderatorin.

## Leben
Weigelt studierte Schauspiel an der Hochschule für Schauspielkunst Ernst Busch in Ost-Berlin sowie Kultur- und Theaterwissenschaften an der Humboldt-Universität. Von 1970 bis 1973 war sie am Staatstheater in Dresden engagiert und spielte dort unter anderem die Tuzza in „Liola“ und Angela Nightingale in „Abschied 4 Uhr früh“.
Von 1973 bis 1984 war Heidi Weigelt freiberuflich als Schauspielerin und Moderatorin in Berlin tätig und drehte rund 50 Fernsehspiele und -filme beim Deutschen Fernsehfunk/Fernsehen der DDR („In Sachen Adam und Eva“, „Zimmer mit Ausblick“), darunter ein Dutzend für das Fernsehtheater Moritzburg in Halle (Saale) (u. a. 1975 Ludwig Thomas Die kleinen Verwandten und Lottchens Geburtstag, 1976 Curt Goetz’ Der Lampenschirm und 1978 Carl Laufs’ Pension Schöller; alle Inszenierungen Robert Trösch). Sie spielte in den Filmen „Schwester Agnes“ (1975) und „Asya“ (1977), sowie in den Fernsehserien „Gute Zeiten, schlechte Zeiten“ (RTL, 1992) und „Liebling Kreuzberg“ (1996) mit.
Bis 1991 war Heidi Weigelt beim DFF fest angestellt. Von 1973 bis 1990 moderierte sie an der Seite von zunächst Heinz Rennhack, nach dessen Gang in den Westen mit Lutz Jahoda im Wechsel mit dem Moderatorenduo Uta Schorn und Gerd E. Schäfer etwa 200 Ausgaben der Fernsehsendung „Der Wunschbriefkasten“. Heidi Weigelt moderierte auch „Ein Kessel Buntes“ (zwei Sendungen). 2004 absolvierte sie die Theatertournee „Köfers Komödiantenbühne“: „Der keusche Lebemann“. Weigelt war von 1997 bis 2007 in der Rolle der Sekretärin Sybille Mohr, genannt „Möhrchen“ in der RTL-Justizserie „Hinter Gittern“ zu sehen.
Danach stand sie 2007/2008 in der Komödie Dresden mit dem Schwank „Maxe Baumann wird Hoteldirektor“ auf der Bühne.
Außerdem ist sie Synchron- und Dokumentarfilmsprecherin. Als Synchronsprecherin lieh sie u. a. Patti D’Arbanville (Third Watch) und Mary Margaret Humes (Dawson’s Creek) ihre Stimme. Des Weiteren spricht sie die Computerstimme aus Star Trek, die im Original von Majel Barrett gesprochen wird. 2012 war Weigelt neben weiteren ehemaligen „Hinter Gittern“-Darstellern Gast in der TV-Sendung „Hinter Gittern – Das große Wiedersehen“.
Weigelt lebt in Berlin, ist verwitwet und hat einen Sohn.

## Filmografie (Auswahl)

### Schauspielerin
- 1967: Blaulicht – Nachtstreife (TV-Reihe)
- 1971: Ein Tag wie viele andere (TV)
- 1971: In Sachen Adam und Eva
- 1972: Polizeiruf 110: Die Maske (TV-Reihe)
- 1972: Der Staatsanwalt hat das Wort: Vaterschaft anerkannt (TV-Reihe)
- 1974: Der Staatsanwalt hat das Wort: Eine Nummer zu groß (TV-Reihe)
- 1975: Schwester Agnes
- 1976: Fremde Früchte sind aller Laster Anfang (Fernsehtheater Moritzburg)
- 1976: Spätpodium: Ringelringelrosenkranz (Fernsehtheater Moritzburg)
- 1976: Frauen sind Männersache (Fernsehfilm)
- 1976: Spätpodium: Unsinn, du siegst und Minna kennt mich nicht (Fernsehtheater Moritzburg)
- 1978: Ein Zimmer mit Ausblick (Fernsehserie)
- 1978: Ein Hahn im Korb (Fernsehfilm)
- 1980: Deines nächsten Weib (Fernsehtheater Moritzburg)
- 1981: Ein total verrückter Einfall (Fernsehtheater Moritzburg)
- 1983: Die unentschuldigte Nacht (Fernsehtheater Moritzburg)
- 1986: Kalter Engel (TV)
- 1986: Ferienheim Bergkristall: Das ist ja zum Kinderkriegen (TV)
- 1987: Annoncenglück (Fernsehtheater Moritzburg)
- 1988: Eine verfahrene Kiste (Fernsehtheater Moritzburg)
- 1988: Eine Magdeburger Geschichte (TV)
- 1989: Von Fall zu Fall – Der Grabschänder (Fernsehtheater Moritzburg)
- 1992: Gute Zeiten, schlechte Zeiten (TV-Serie)
- 1997–2007: Hinter Gittern – Der Frauenknast (TV-Serie)
- 2012: Hinter Gittern – Das große Wiedersehen (TV Show)

### Synchronsprecherin
- 1937: Für Vivien Leigh in Feuer über England als Cynthia (Synchro 1981)
- 1947: Für Ruth Warrick in Daisy Kenyon als Lucille O'Mara (Synchro 1990)
- 1955: Für Jeannie Carson in Ein Alligator namens Daisy als Moira O'Shannon (Synchro 1989)
- 1962: Für Raffaella Carrà in Julius Cäsar, der Eroberer Galliens als Publia (2. Synchro für DDR 1987)
- 1972: Für Petra Černocka in Das Mädchen auf dem Besenstiel als „Saxana“ (Synchro für DDR 1973)
- 1976: Für Daniela Kolářová in Ein Sommer mit dem Cowboy als Doubravka
- 1988: Für Petra Janu in Mein sündhafter Mann als Irena
- 1994: Für Nathalie Baye in Die Maschine als Marie Lacroix
- 1995–2001: Für Majel Barrett in Star Trek: Raumschiff Voyager als Computerstimme
- 1996: Für Eiko Yamada in Missis Jo und ihre fröhliche Familie als Missis Jo
- 2001: Für Angela Morant in Iris als Gastgeberin
- 2005: Für Veanne Cox in Die himmlische Joan als mitteilsame Frau/Gott (Fernsehserie)
- 2013: Für Nirmiti Sawant in Meenakshi und der Duft der Männer als Aai

## Hörspiele
- 1967: Hans Siebe: Spuren im Sand (Frau Hahnisch) – Regie: Joachim Staritz (Kriminalhörspiel – Rundfunk der DDR)
- 1968: Ion Druze: Wenn der Hahn kräht – Regie: Helmut Molegg (Hörspiel – Rundfunk der DDR)
- 1969: Claude Prin: Potemkin 68 (Studentin) – Regie: Edgar Kaufmann (Hörspiel – Rundfunk der DDR)
- 1970: Emil Manow: Der Mandelzweig (Violetta) – Regie: Helmut Hellstorff (Hörspiel – Rundfunk der DDR)
- 1970: Günther Rücker: Das Modell (Mädchen) – Regie: Günther Rücker (Hörspiel – Rundfunk der DDR)
- 1970: Wil Lipatow: Viktoria und die Fischer (Viktoria) – Regie: Theodor Popp (Hörspiel – Rundfunk der DDR)
- 1970: Stephan Hermlin: Scardanelli – Regie: Fritz Göhler (Hörspiel – Rundfunk der DDR)
- 1971: Heinrich Mann: Die Jugend des Königs Henri Quatre – Regie: Fritz Göhler  (Hörspiel – Rundfunk der DDR)
- 1971: Heinrich Mann: Die Vollendung des Königs Henri Quatre – Regie: Fritz Göhler (Hörspiel – Rundfunk der DDR)
- 1971: Zofia Posmysz: Ave Maria (Enni) – Regie: Helmut Hellstorff (Hörspiel – Rundfunk der DDR)
- 1972: Joachim Witte: Aschermittwoch (Sabine Sommerlatte) – Regie: Joachim Gürtner (Hörspielreihe: Neumann, zweimal klingeln – Rundfunk der DDR)
- 1973: Lya Rikova: Die Dame mit den zwei Köpfen (Bianka) – Regie: Miroslawa Valova (Hörspiel – Rundfunk der DDR)
- 1974: Helfried Schreiter: Immer wieder (Polin) – Regie: Werner Grunow (Hörspiel – Rundfunk der DDR)
- 1974: Wolf D. Brennecke: Abriss eines Hauses – Regie: Fritz-Ernst Fechner (Hörspiel – Rundfunk der DDR)
- 1974: Rolf Gumlich: Krach in Dagenow (Karin) – Regie: Werner Grunow (Hörspiel – Rundfunk der DDR)
- 1978: Jan Eik: Kleines Haus am Wald (Jaqueline) – Regie: Achim Scholz (Kriminalhörspiel – Rundfunk der DDR)
- 1978: Erika Runge: Die Verwandlungen einer fleißigen, immer zuverlässigen und letztlich unauffälligen Chefsekretärin – Regie: Peter Groeger (Rundfunk der DDR)
- 1980: Lia Pirskawetz: Stille Post – Regie: Horst Liepach (Biografie – Rundfunk der DDR)
- 1981: Günter Eich: Träume – Regie: Peter Groeger (Hörspiel – Rundfunk der DDR)
- 1982: Hans Siebe: Der Tote im fünften Stock (Direktorin) – Regie: Barbara Plensat (Kriminalhörspiel – Rundfunk der DDR)